# Matthias Hunger
Matthias Hunger (* 1977 in Hersbruck) ist ein deutscher Autor. 

## Wirken
Seine Bücher befassen sich im Schwerpunkt mit Fußball und sein Band Fußballheimat Franken begründete die Fußballheimat-Reihe im Arete Verlag.
Hunger ist Anhänger und Mitglied des 1. FC Nürnberg und spendete sein Autorenhonorar für das Buch Fußballkosmos 1. FC Nürnberg dem Nachwuchsleistungszentrum. Seit 2016 führt er historische Stadtführungen mit Bezug zum Glubb durch, zunächst für die Deutsche Akademie für Fußball-Kultur, mit Beginn des Jahres 2019 für den 1. FC Nürnberg.
In seinem Heimatort ist er Jugendtrainer beim 1. FC Hersbruck. Auf seine Initiative wurde die am Hersbrucker Sportplatz () anliegende Stichstraße 2023 nach Helmut Hilpert benannt.
Als Filmemacher war Hunger mitverantwortlich für den Film Aura einer Legende - 125 Jahre Erster Fußball-Club Nürnberg, der 2025 Kinopremiere feierte. Im gleichen Jahr initiierte er den Festgottesdienst in der Nürnberger Sebalduskirche.
Matthias Hunger lebt in Hersbruck.

## Werke

### Bücher
- Im Bann der Legende – 1. FCN. Neustadt an der Aisch (2010): Schmidt. ISBN 978-3-87707-799-3.
- Abseits der Kreisklasse. (Roman) Hildesheim (2014): Arete. ISBN 978-3-942468-40-4.
- Fußballheimat Franken: 100 Orte der Erinnerung. Hildesheim (2017): Arete. ISBN 978-3-942468-91-6.
- Fußballkosmos 1. FC Nürnberg: 100 Orte der Erinnerung. Hildesheim (2022): Arete. ISBN 978-3-96423-099-7.

### Film
- mit Christian Mössner, Bernd Siegler, Alexander Diezinger, Bernhard Weise, Maximilian von Stromberg: Aura einer Legende - 125 Jahre Erster Fußball-Club Nürnberg. Nürnberg (2025): Aura Film GmbH.